# Plumstead (Norfolk)
Plumstead est un village et une paroisse civile du Norfolk, en Angleterre.